# Élections européennes de 2024 aux Pays-Bas
Pour un article plus général, voir Élections européennes de 2024.
Les élections européennes de 2024 aux Pays-Bas sont les élections des députés de la dixième législature du Parlement européen, qui se déroulent du 6 au 9 juin 2024 dans tous les États membres de l'Union européenne, dont les Pays-Bas où elles ont lieu le 6 juin 2024.

## Contexte
Au niveau européen, Ursula Von Der Leyen a présidé la Commission européenne pendant 5 ans. Son mandat a été marqué par la pandémie de Covid-19, qui a été suivi par l'achat en commun de vaccin et la mise en place d'un plan de relance européen commun. Il a aussi été marqué par l'invasion russe de l'Ukraine, qui a eu pour conséquence dans l'Union européenne une montée des prix de l'énergie, un retour de l'inflation et une volonté de renforcer les moyens de défense de l'Europe. L'Ukraine s'est vu octroyée le statut de pays candidat à l'Union européenne.
Alors que les élections européennes de 2019 avaient été précédées par le mouvement des jeunes pour le climat et avaient vues un bon score des formations écologistes, le mandat d'Ursula Von der Leyen a aussi été marqué par la mise en place du Pacte Vert (Green Deal), porté par le Vice-président néerlandais de la Commission européenne Frans Timmermans. Ce pacte vert a été fortement critiqué à partir de 2023, notamment par les syndicats agricoles.
Aux Pays-Bas, ce mouvement de contestation s'est traduit dans les urnes lors des élections provinciales de 2023 avec la montée du Mouvement agriculteur-citoyen (BBB) de Caroline van der Plas. Les élections sont les premières élections à se tenir aux Pays-Bas depuis les élections législatives de novembre 2023. Ces élections anticipées avaient été convoquées à la suite de la démission du Premier ministre libéral Mark Rutte. Elles s'étaient traduites par une forte progression de l'extrême droite, le parti pour la liberté (PVV) de Geert Wilders était arrivé largement en tête avec plus de 23% des voix, suivi par l'alliance formée entre le parti travailliste et la Gauche Verte avec 15%.
En mai 2024, quatre partis annoncent avoir trouvé un accord pour former un gouvernement : le Parti pour la liberté (PVV), le Nouveau contrat social, le Parti populaire pour la liberté et la démocratie (VVD) et le Mouvement agriculteur-citoyen (BBB).

## Mode de scrutin
Par rapport aux dernières élections, les Pays-Bas pourront élire deux députés supplémentaires. Ils ont été attribués en 2023 pour prendre en compte les chiffres de population les plus récents. Les 31 membres sont élus au moyen d'une représentation proportionnelle à liste semi-ouverte dans une circonscription nationale unique. Les sièges sont répartis entre les partis et alliances électorales ayant dépassé le quota électoral (équivalent au nombre de suffrages exprimés divisés par le nombre de sièges) suivant la méthode d'Hondt.

## Campagne

### Partis et candidats
| Parti | Parti   | Parti                                            | Parti européen | Groupe          | Résultat en 2019 | Tête de liste        |
| ----- | ------- | ------------------------------------------------ | -------------- | --------------- | ---------------- | -------------------- |
|       | GL/PvdA | Gauche Verte / Parti Travailliste                | PVE / PSE      | Verts-ALE / S&D | 29.9             | Bas Eickhout         |
|       | VVD     | Parti populaire pour la liberté et la démocratie | ALDE           | Renew Europe    | 14.6             | Malik Azmani         |
|       | CDA     | Appel chrétien-démocrate                         | PPE            | PPE             | 12.2             | Tom Berendsen        |
|       | FvD     | Forum pour la démocratie                         | −              | NI              | 11.0             | Ralf Dekker          |
|       | D66     | Démocrates 66                                    | ALDE           | Renew Europe    | 7.1              | Gerben-Jan Gerbrandy |
|       | CU      | Union chrétienne                                 | MPCE           | PPE             | 6.8              | Anja Haga            |
|       | SGP     | Parti politique réformé                          | MPCE           | ECR             | 6.8              | Bert-Jan Ruissen     |
|       | PvdD    | Parti pour les animaux                           | APEU           | La Gauche       | 4.0              | Anja Hazekamp        |
|       | 50+     | 50 Plus                                          | PDE            | Renew Europe    | 3.9              | Adriana Hernández    |
|       | PVV     | Parti pour la liberté                            | ID             | ID              | 3.5              | Sebastiaan Stöteler  |
|       | SP      | Parti socialiste                                 | −              | −               | 3.4              | Gerrie Elfrink       |
|       | Volt    | Volt Pays-Bas                                    | Volt           | Verts-ALE       | 1.9              | Reinier van Lanschot |
|       | PP–DG   | Parti pirate - Les Verts                         | PPEU           | Verts-ALE       |                  | Matthijs Pontier     |
|       | VDR     | vandeRegio                                       | −              | −               | 0.2              | Sent Wierda          |
|       | BBB     | Mouvement agriculteur-citoyen                    | −              | −               | −                | Sander Smit          |
|       | BVNL    | Intérêt des Pays-Bas                             | −              | −               | −                | Wybren van Haga      |
|       | JA21    | JA21                                             | −              | ECR             | −                | Michiel Hoogeveen    |
|       | MDD     | Plus de démocratie directe                       | −              | ECR             | −                | Dorien Rookmaker     |
|       | NLPLAN  | Les Pays-Bas avec un plan                        | −              | −               | −                | Kok Chan             |
|       | NSC     | Nouveau Contrat Social                           | −              | −               | −                | Dirk Gotink          |

## Résultats
| Parti ou coalition       | Parti ou coalition                                     | Voix       | %     | +/-   | Sièges | +/-           | Groupe        | Groupe |
| ------------------------ | ------------------------------------------------------ | ---------- | ----- | ----- | ------ | ------------- | ------------- | ------ |
|                          | Parti travailliste-Gauche verte (PvdA/GL)              | 1 314 428  | 21,09 | 8,82  | 8      | 1             | Verts/ALE S&D |        |
|                          | Parti pour la liberté (PVV)                            | 1 057 662  | 16,97 | 13,44 | 6      | 5             | PfE           |        |
|                          | Parti populaire pour la liberté et la démocratie (VVD) | 707 141    | 11,35 | 3,29  | 4      | 1             | RE            |        |
|                          | Appel chrétien-démocrate (CDA)                         | 589 205    | 9,45  | 2,73  | 3      | 1             | PPE           |        |
|                          | Démocrates 66 (D66)                                    | 523 650    | 8,40  | 1,31  | 3      | 1             | RE            |        |
|                          | Mouvement agriculteur-citoyen (BBB)                    | 336 953    | 5,40  | Nv.   | 2      | 2             | PPE           |        |
|                          | Volt (VOLT)                                            | 319 483    | 5,13  | 3,20  | 2      | 2             | Verts/ALE     |        |
|                          | Parti pour les animaux (PvdD)                          | 281 600    | 4,52  | 0,50  | 1      | en stagnation | GUE/NGL       |        |
|                          | Nouveau Contrat social (NSC)                           | 233 564    | 3,75  | Nv.   | 1      | 1             | PPE           |        |
|                          | Parti politique réformé (SGP)                          | 228 036    | 3,66  | 0,28  | 1      | en stagnation | CRE           |        |
|                          | Union chrétienne (CU)                                  | 180 060    | 2,89  | 0,28  | 0      | 1             |               |        |
|                          | Forum pour la démocratie (FvD)                         | 155 187    | 2,49  | 8,47  | 0      | 4             |               |        |
|                          | Parti socialiste (SP)                                  | 136 978    | 2,20  | 1,17  | 0      | en stagnation |               |        |
|                          | 50 Plus (50+)                                          | 58 498     | 0,94  | 2,97  | 0      | 1             |               |        |
|                          | JA21                                                   | 40 570     | 0,65  | Nv.   | 0      | en stagnation |               |        |
|                          | Autres partis                                          | 69 183     | 1,11  | –     | 0      | en stagnation |               |        |
|                          |                                                        |            |       |       |        |               |               |        |
| Votes valides            | Votes valides                                          | 6 232 198  | 99,66 |       |        |               |               |        |
| Votes nuls               | Votes nuls                                             | 11 607     | 0,19  |       |        |               |               |        |
| Votes blancs             | Votes blancs                                           | 9 662      | 0,15  |       |        |               |               |        |
| Total                    | Total                                                  | 6 253 467  | 100   | –     | 31     | 2             | –             |        |
| Abstentions              | Abstentions                                            | 7 288 896  | 53,82 |       |        |               |               |        |
| Inscrits / Participation | Inscrits / Participation                               | 13 542 363 | 46,18 |       |        |               |               |        |